# Vladimír Špidla
Vladimír Špidla (Praag, 22 april 1951) is een Tsjechische politicus. Hij was tussen 2002 en 2004 premier van Tsjechië en tussen 2004 en 2010 de eerste Tsjechische afgevaardigde bij de Europese Commissie.

## Levensloop
Na zijn eindexamen studeerde hij geschiedenis aan de Karelsuniversiteit Praag - zijn dissertatie over het oprichten van de 'Živnobanka' verdedigde hij in 1976. Špidla doorliep een reeks beroepen: hij was medewerker bij monumentenzorg, bij de milieubescherming, hij werkte als archeoloog en in een houtzagerij, een melkfabriek en een magazijn voor bouwbenodigdheden. In 1990 was hij actief als vicevoorzitter voor onderwijs, gezondheidszorg, sociale zaken en cultuur van de gemeenteraad in Jindřichův Hradec. Van 1991 tot 1996 was hij daar directeur van het arbeidsbureau.

## Politieke carrière
Voor de Fluwelen Revolutie van 1989 was Špidla niet politiek actief. In 1992 werd hij lid van het partijbestuur van de Tsjechische Sociaaldemocratische Partij (ČSSD - Česká strana sociálně demokratická), in maart 1997 vicevoorzitter en in april 2001 ten slotte voorzitter van de ČSSD. In 1996 werd hij gekozen in het Tsjechische huis van afgevaardigden (Poslanecká sněmovna). In het huis van afgevaardigden was hij actief als voorzitter van de commissie voor sociaal beleid en gezondheidszorg.
Van 22 juli 1998 tot 12 juli 2002 vervulde Špidla de functie van eerste vicepremier en minister van Arbeid en Sociale Zaken. Hij was verantwoordelijk voor de coördinatie van zijn eigen beleidsterrein en dat van het ministerie van gezondheidszorg, het ministerie van onderwijs, jeugd en lichaamsbeweging en het ministerie van de leefomgeving en cultuur.
Na de parlementsverkiezingen van 2002 werd Špidla op 12 juli benoemd tot premier. Eind juni 2004, na de verloren Europese verkiezingen,  stapte hij op uit het bestuur van de ČSSD, bood zijn ontslag als premier aan, waarmee een einde kwam aan zijn regering. Vanaf 22 november 2004 was Špidla Europees commissaris voor Werkgelegenheid en Sociale Zaken in de 1e Commissie-"Barroso, die zitting had tot eind 2010.